# IEC 61000-4-8

Fig.1 Camp magnètic generat per una esprira quadrada de 1m de costat

IEC 61000-4-8 és una normativa internacional (creada per l'IEC) de compatibilitat electromagnètica que es refereix als requisits d'immunitat a pertorbacions o interferències radides, induïdes per camps magnètics. El terme interferències radiades significa que l'entrada de les pertorbacions és a través de l'aire. Aquesta norma vol simular el soroll magnètic produït per exemple en fonts d'alimentació commutades. És la part 4-8 de la norma IEC 61000 i la darrera versió es pot esbrinar aquí.

## Contingut
La norma IEC 61000-4-8 defineix els següents punts:
- Els nivells d'assaig recomanats.
- Els equips d'assaig.
- La instal·lació d'assaig.
- El procediment d'assaig.

## Nivell d'assaig de camp magnètic
Nivells per camps magnètics continus aplicables a xarxes de distribució de 50Hz i 60Hz :
| Nivell | Intensitat de camp magnètic de l'assaig en A/m |
| 1      | 1 A/m                                          |
| 2      | 3 A/m                                          |
| 3      | 10 A/m                                         |
| 4      | 30 A/m                                         |
| 5      | 100 A/m                                        |
| X      | especial                                       |

Nivells per camps magnètics de durada breu (1 a 3 segons) aplicables a xarxes de distribució de 50Hz i 60Hz :
| Nivell | Intensitat de camp magnètic de l'assaig en A/m |
| 1      | no aplicable                                   |
| 2      | no aplicable                                   |
| 3      | no aplicable                                   |
| 4      | 300 A/m                                        |
| 5      | 1000 A/m                                       |
| X      | especial                                       |